# Pierre Le Guen
Pierre Le Guen (Versailles, 12 gennaio 1929 – Vannes, 27 dicembre 2022) è stato un fumettista e scrittore francese.
Ha anche prodotto numerose illustrazioni per romanzi per giovani.

## Biografia
Pierre Le Guen era il secondo di una famiglia di sei figli. Proviene da un ambiente modesto poiché, infatti, sua madre lavorava come donna delle pulizie mentre suo padre era un fornaio a Versailles, la città dove Pierre Le Guen è nato e cresciuto. La sua passione per il disegno gli è arrivata molto presto e s divertiva a copiare ciò che vedeva, in particolare le pubblicità di Laughing Cow (disegnate da Benjamin Rabier). Continuò anche a formarsi attraverso lezioni private di disegno a cui lo iscrivono i suoi genitori, ansiosi di incoraggiarlo in questa direzione, e lì imparò l'acquarello e la pittura a olio. Il giovane Pierre Le Guen sognava ancora di diventare un orologiaio. Crescendo, iniziò a studiare Arti applicate all'industria e segue per tre anni corsi di pittura per la casa che non lo interessano molto.

### Inizio carriera
La sua potenziale carriera come fumettista iniziò davvero quando decide di partecipare a un concorso di disegno nel quale bisognava presentare un breve fumetto di genere umoristico alla rivista OK. Completò la sua opera a colori e vinse il primo premio al concorso, che gli permette di vincere un abbonamento semestrale gratuito alla rivista. Allo stesso tempo, Le Guen riuscì a diventare l'assistente del fumettista René Brantonne, che ha conosciuto tramite il figlio (che a volte collabora con il padre sotto lo pseudonimo di Jack de Brown) durante i suoi studi in Arti Applicate. Fu principalmente responsabile della realizzazione dei suoi schizzi. La sua collaborazione con René Brantonne iniziò nel 1946 ma divenne difficile. I suoi disegni vennero pubblicati sotto il nome del illustratore che gli dà uno stipendio molto basso, e Le Guen definì in un'intervista il suo rapporto con i'illustratore:
“il disegnatore “B....” di cui sono il ghostwriter”
Tuttavia, il suo lavoro con René Brantonne gli ha permesso di lavorare sul suo stile e svilupparsi come disegnatore.
Ha partecipato di nuovo qualche tempo dopo ad un altro concorso indetto anche da OK ma è stato classificato come "fuori concorso". Tuttavia, la redazione, entusiasta del suo stile e alla ricerca di nuovi illustratori per la rivista, lo ricontattò. Fu quindi invitato a produrre un fumetto per OK e il caporedattore, René Detire, lo pubblicò nel 1947 il suo lavoro intitolato Tangor, un derivato del fumetto americano Tarzan.
Il suo lavoro come assistente di René Brantonne terminò bruscamente quando quest'ultimo si rese conto che Le Guen, oltre al suo lavoro di assistente, pubblicava anche fumetti (come Tangor) per proprio conto, per integrare il suo magro stipendio. Le Guen fu licenziato e la relazione di RFené Brantonne con René Detire gli costò anche il posto alla rivista OK . Fermò di colpo la pubblicazione di Tangor a favore di una nuova serie denominata Brantonne.

### DaValiantallarivista Nickeled Feet
Dopo la perdita delle sue principali attività, Pierre Le Guen iniziò il servizio militare e nel 1949 scelse di contattare le edizioni Vaillant a cui presentò i suoi disegni alla redazione del giornale allora composto da Jean Ollivier, Pierre Olivier e Roger Lécureux . È entrato a far parte della squadra degli illustratori ed è diventato responsabile dei disegni della serie Hurray Freddi sceneggiata da Roger Lécureux. Nel 1953 Pierre Le Guen abbandonò questo personaggio a favore di Nasdine Hodja , una serie ambientata in Oriente originariamente creata da René Bastard. Pierre Le Guen ha il piacere di lavorare a questa serie che gli permette di affinare ulteriormente il suo stile e il suo modo di lavorare. Roger Lécureux rimane il suo sceneggiatore e continua quindi la sua collaborazione con lui, sempre per la rivista Vaillant . Contemporaneamente, e sempre durante il servizio militare, con l'obiettivo di guadagnare una paghetta, Le Guen realizza anche illustrazioni per altre produzioni di sinistra. Collabora così con la rivista 34 Camera (ha realizzato in particolare i disegni per il numero 33 di 34 Camera , “Toute à starboard”) e, brevemente, con il quotidiano comunista Ce soir dimanche.
Il 1955 segnò l'inizio della sua attività di disegnatore per le edizioni GP , principalmente per le collezioni Rouge et Or e Spirale, con contratto di esclusiva, anche se il campo del fumetto era ancora per lui aperto. Nel 1956 e fino al 1959, Le Guen ha assunto il ruolo di fotografo per la serie Jacques Flash per la serie omonima pubblicata da Vaillant . La serie si interrompe quindi per passare al formato delle storie da seguire e Le Guen cessa di essere l'illustratore. Parallelamente al suo lavoro presso Vaillant , è anche fumettista per Coq Hardi , il giornale per bambini creato da Marijac, in particolare segue le pagine di Champion coraggioux nel 1951, sui pugili, o tra il 1952 e il 1953 Ombres blanches, fumetto a colori che realizzo la prima pagina del numero 109. Gli furono richieste anche illustrazioni per lavori editoriali o racconti pubblicati dalla rivista. Ha poi lavorato nel 1953 con Mireille per la quale ha fornito la lunga serie melodrammatica l'Orpheline du cirque . La sua collaborazione con più testate deriva più dalla passione per il disegno che da una vera e propria necessità finanziaria poiché dopo il fallimento al fianco di Brantonne che lo pagò una miseria, ricevette invece da Vaillant una comoda busta paga. Il fumettista è presente al cambio di formato del giornale accanto alle edizioni Vaillant, ma questo non intacca in alcun modo il suo lavoro: non è turbato da questa brusca riduzione del formato e dalla limitazione del colore alla prima pagina del fumetto. Infine, nel 1969, lasciò la sua serie di punta di Nasdine Hodja . Secondo l'intervista realizzata sulla rivista Hop! di settembre 2008, Pierre Le Guen afferma di essere stato rimosso dalla serie dopo aver chiesto un aumento di cinque franchi per tavola, perché pensava di essere "non pagato abbastanza in quel momento", e che si è dimesso perché l'editore Georges Rieu ha affidato il personaggio di Nasdine Hodja ad un altro fumettista, Angelo di Marco. Nel 1970 si presenta da Fleurus , che cercava un disegnatore per la rivista di Formula 1 , per il quale produsse Frank and Drago , una serie poliziesca, e tutta una serie di fumetti più leggeri, in particolare quelli sceneggiati da Josselin. La collaborazione con la Formula 1 termina quattro anni dopo.
Nel 1971 Pierre Le Guen fu contattato dal giornalista e storico dei fumetti Henri Filippini per la sua passione per i disegni delle barche. Ha poi creato il personaggio di Captain Hell che è presente nei primi otto numeri di Pieds Nickelés Magazine . Pierre Le Guen fa sia la sceneggiatura che l'illustrazione in questa serie di fumetti anche se non è il suo debutto alla sceneggiatura. In passato ha dovuto dirigere alcuni scenari di Nasdine Hodja . Sfortunatamente, il Pieds Nickelés Magazine non si affermo ed è stato un fallimento. Nel 1974, Pierre Le Guen vede ancora il suo personaggio di Captain Hellper essere nuovamente pubblicato per un racconto completo sul mensile Lucky Luke a Dargaud , sotto il nome di Capitaine Chérubin . A differenza della prima serie, Capitaine Chérubin è a colori e non è più sceneggiato da Le Guen ma da Jean-Pierre Gourmelen, uno sceneggiatore francese.

### Da Pif a cinque stelle
Nel 1976 ha lavorato per PIF , edizioni Vaillant, e ha prodotto tre racconti secondo la sceneggiatura del giornalista e sceneggiatore Jean Sanitas per la serie Stanislas Fox con l'omonimo personaggio.
Nel 1978 Pierre Le Guen fu contattato nuovamente da Filippini per Circus , mensile, per produrre i disegni per La Vie d'Artiche sceneggiati da Christian Godard ( La Vie d'Artiche fu pubblicato come album un anno dopo da Glénat). Con Circus si confronta con il mondo della nuova stampa per adulti che sta emergendo attraverso riviste come l'Écho des Savanes di Gotlib o Métal Hurlant degli associati Humanoids, ma ne apprezza solo la libertà e non è molto ricettivo al genere.
Nel 1980 il fumettista scopre lo studio Five Stars e collabora all'adattamento a fumetti dei cartoni di Albator le corsaire de l'espace o Capitaine Fulgur .

### Fine della carriera
Uno dei suoi ultimi lavori di illustrazione è quello del 1985 Les Grecs, edito da Bordas, prodotto con Max Lenvers. Si trasferisce quindi in Lorena e decide di lasciare la sua professione di disegnatore per la fotografia industriale e la serigrafia. Si dedica anche alla pittura realistica e sceglie di rappresentare la sua vita quotidiana.

### Vita privata
Pierre Le Guen è sposato e ha figli, tra cui una figlia che mostra talento per il disegno e la pittura. I suoi figli sono anche una fonte di ispirazione per la sua pittura.

## Una vocazione e le sue ispirazioni
Pierre Le Guen, prima di diventare sceneggiatore e disegnatore, voleva fare l'orologiaio, ma fu dopo aver vinto un concorso indetto dal quotidiano OK nel 1946 che cambiò strada. Non è una vocazione che si possa definire di famiglia, dal momento che suo padre è un fornaio e sua madre una donna delle pulizie. Da bambino era anche appassionato di fumetti americani e delle loro storie emozionanti.
Le ispirazioni di Pierre Le Guen risiedono nei fumetti pubblicati dal gruppo editoriale Hachette come Tarzan , che leggeva molto da bambino, o anche l'Aventureux (un settimanale di fumetti per ragazzi che pubblicava solo fumetti senza altro contenuto editoriale) da Evviva . Anche i fumetti americani, che quindi hanno scosso la sua infanzia, lo hanno influenzato molto, come le avventure dell'eroe di Alex Raymond (creatore di altri noti eroi come Flash Gordon o Jungle Jim o l'Agente Segreto X-9), Rip Kirby .

## Suoi contributi
Pierre Le Guen ha collaborato a numerose riviste come OK , in cui ha iniziato (in particolare con la serie Tangor ), Vaillant , Coq Hardi, Formule 1 , Les pieds Nickelés Magazine , Circus . Partecipa anche ad alcune illustrazioni per riviste come quelle per i libri della collezione Histoire Junior ( Marie Curie o Louis XIV ). Ha partecipato all'Encyclopédie de la BD e alla squadra di cartoni animati del fumetto Albator . Fornisce anche alcune illustrazioni in romanzi per bambini come La Vallée des ponges (1958) o Les Malheurs de Sophie (1961) nella collezione Rouge et Or.
In OK , quotidiano per giovani, è solo un semplice illustratore delle avventure di Tangor . In particolare, ha svolto il suo apprendistato presso René Brantonne. A seguito di un disaccordo con un altro disegnatore con cui stava lavorando (che si rivela essere Renè Brantonne), il suo lavoro gli viene portato via e le avventure di Tangor finiscono bruscamente. Ha anche lavorato per un certo periodo in una sussidiaria di OK , Kid Magazine , per la quale ha creato il western Rixe . In Vaillant riprende la serie di Claude-Henri Evviva Freddi! Prende parte al disegno delle avventure di Nasdine Hodja, una creazione di Roger Lécureux. È in Formula 1 che consegna le sue prime storie complete come Sponx l'uomo spugna , una serie di umorismo, compone anche poster come quello di Versailles nel 18º secolo o anche tre storie da seguire. Ha anche fornito illustrazioni per alcune pubblicità come Assimil , un metodo per l'apprendimento delle lingue straniere, nel 1973.

### Nasdine Hodja, contributo principale
Una delle sue serie più note è quella di Nasdine Hodja, che permise a Pierre Le Guen di svelare il suo stile a più persone possibili e fece impressione sui lettori della rivista Vaillant e poi di Pif Gadget dell'epoca. È stato creato da Roger Lécureux nel 1946. Ispirato al folklore russo, questo eroe solitario, e talvolta accompagnato dal suo amico il colosso Kadu-Ka, vive avventure frenetiche in un Oriente ispirato alle mille e una notte. Pierre Le Guen riproduce i disegni di questa serie nel numero 448 di dicembre 1953, succedendo a R. Violet (dal 1949 al 1967) e René Bastard (dal 1946 al 1949). Nel primo numero fornisce solo un'illustrazione ma dal numero successivo fornisce racconti lunghi, e questo fino al 1964. Scrive alcuni racconti completi, di circa dodici tavole, tra i quali possiamo citare Le Jade Yatacan (numero 1042) o il Gigante Giallo (numero 1231). Nasdine Hodja è anche oggetto di due raccolte della raccolta “Great Adventures”, che sono Le retour de l'Insaisissable e L e Génie à six têtes . Si notano anche due copertine de L'insaisisable in formato tascabile, del 1967.

### Jacques Flash
Apparve sul settimanale Vaillant nel 1956 e il personaggio di Jacques Flash divenne rapidamente una delle stelle realistiche del settimanale. La serie è sceneggiata da Roger Lécureux, George Rieu e Pierre Castex, e originariamente disegnata da Pierre Le Guen (tra il 1956 e il 1959) prima di essere disegnata da Gérald Forton (tra il 1959 e il 1961) poi da René Deynis (tra il 1962 e il 1973). Anche per Jacques Flash , la raccolta “Les Grandes Aventures” comprende alcuni di questi episodi, disegnati da Le Guen, di cui esistono attualmente delle ristampe. Il personaggio è un uomo sportivo e onesto, che lavora come giornalista quotidiano Ultimo. Incontra durante le sue indagini colui che diventerà il suo compagno, il professor Folven, inventore di un siero dell'invisibilità. Diventa un prezioso ausiliario della polizia dopo essersi iniettato il siero dopo un'intercalazione contro un delinquente.

## Rapporti con i colleghi
A parte i rapporti tesi con Renè Brantonne, Pierre Le Guen, in un'intervista rilasciata alla rivista Hop!, confida di essere stato piuttosto discreto quando ha iniziato, quando ha lavorato in OK:
Nella stessa intervista confida ancora di aver conosciuto lo stilista Albert Uderzo quando quest'ultimo era appena agli esordi nel settore.

## Stile nel disegno
A suo agio con serie avventurose come Tangor o Nasdine Hodja , lo stile di Pierre Le Guen si evolve con le diverse serie che disegna nel corso della sua carriera. È in particolare con la serie di Nasdine Hodja che il suo stile si evolve, si distingue e lascia il segno nell'immaginario dei lettori dell'epoca. I suoi personaggi più sorprendenti sono gli avventurieri, quindi possiamo citare Tangor (ispirato a Tarzan , l'eroe di Edgar Rice Burrough, interpretato da Harold Rudolf Foster), un personaggio che vive grandi avventure movimentate dopo essere stato riportato in vita da una spedizione scientifica, o anche il campione sportivo che, fan di molteplici sport come boxe, calcio, sci, motociclismo, motoscafo, corse automobilistiche. E infine, Nasdine Hodja , descritta come "  Oriental Robin Hood " e ispirata da Nasr Eddin Hodja, questo eroe vigilante che vola verso il aiuto del piccolo popolo e delle principesse, e che diventa uno degli eroi essenziali della rivista Vaillant .
Il suo stile è caratterizzato come nervoso, spigoloso e veloce nella prefazione al numero 119 della rivista Hop! Lui stesso caratterizza la sua linea schietta, pulita e incisiva, avvicinandosi allo stile di un incisore professionista, sempre nell'intervista alla stessa rivista. I suoi disegni sono prima umoristici (come i disegni realizzati per Bric et Brac, the happy movers , una serie di Vaillant) poi realistici (come si può vedere con la tavola a fianco di Nasdine Hodja). Lavora sia in bianco e nero che a colori (come la serie Ombres Blanches di Coq Hardi). Ad esempio la serie Nasdine Hodjaè stato pubblicato inizialmente a colori prima di essere finalmente pubblicato solo in bianco e nero ad eccezione di alcune copertine. Quando i suoi disegni sono in bianco e nero, usa solo un po' di nero, il bianco rimanendo la maggior parte nelle sue scatole e dando un'impressione di leggerezza al disegno. Confida inoltre di aver usato delle lamette da barba per graffiare la pagina e trovare il biancore della carta, che dava uno stile particolare ai suoi disegni. Non è tornato sui suoi lineamenti, quindi i suoi disegni sono stati realizzati sul posto. I tratteggi e le linee orizzontali che sono anche molto presenti nelle sue illustrazioni creano contrasti. Le Guen si confida anche nell'intervista per il numero 119 della rivista Hop! che gli piace lavorare sui tratti del viso e sugli abiti dei suoi personaggi per portare più realismo. I dettagli non abbondano nei piatti di Le Guen, i paesaggi sono semplici ei suoi pannelli hanno pochi fronzoli. Si documenta per realizzare i suoi disegni, come per un'illustrazione della rivista Ça m'intrigues , "  Atahualpa, ultimo imperatore degli Incas ". Le bolle non sono contornate da dettagli o disegni, e notiamo l'assenza di striature grafiche durante le scene d'azione e i movimenti dei suoi personaggi, oltre alla debole presenza di onomatopee. Disegna personaggi ben proporzionati, volendo essere realistici nella forma e nei gesti. Questi personaggi sono spesso uomini avventurosi, che servono una nobile causa o perseguono un nobile obiettivo. Sono spesso circondati da compagni di viaggio come Kadu-Ka per Nasdina Hodja. Le sue tavole sono disposte in modo molto semplice, con scatole strutturate che non si sovrappongono o adottano forme originali (tonde, triangolari, ecc.) ad esempio. Le parole dei suoi personaggi sono incluse nelle bolle e usa spesso il recitativo per impostare l'azione o descrivere alcune scene d'azione del suo eroe. Le Guen non ha proprio un personaggio centrale, anche se il suo nome resta legato all'eroe che ha riportato in vita, Nasdine Hodja , con la quale ovviamente evolve il suo stile. Nelle illustrazioni dei romanzi per giovani, le illustrazioni sono molto spesso a colori come nell'opera L'Aventure Vikings, di Jean Ollivier . I disegni sono anche pensati per essere realistici e sono realizzati a mano. pittura a olio. Lo stile è più morbido, più infantile come per avvicinarsi al pubblico a cui si rivolge illustrando queste opere.

## Conclusioni
Al giorno d'oggi, l'autore che ha fatto colpo con le avventure di Nasdine Hodja , resta però nell'ombra. Infatti solo un album delle avventure di Nasdine Hodja viene ristampato sotto forma di album dall'editore Glénat, ma Pierre Le Guen giura di non essere mai stato informato. Questa mancanza di pubblicazione di album danneggia i suoi posteri, nessuna delle sue altre avventure viene ristampata. Pierre Le Guen ammette inoltre di non essere stato un assiduo lettore di fumetti, né un grande lettore di riviste per adulti come Écho des Savanes ( Gotlib ) o Métal Hurlant (creato dalla Associated Humanoids), si colloca sicuramente nella classifica lato illustratori, non consumatori di fumetti. Oltre al disegno, la pittura, la chitarra e la lettura sono alcuni dei suoi hobby.

## Lavori

### Periodici
- Tangor (disegno) in OK (1947-1949)
- Evviva Freddie in Vaillant (1948-1951)
- Jacques Flash (disegno e sceneggiatura) in Vaillant  (1956-1959, 1963)
- Nasdine Hodja (disegno) in Vaillant (1953-1969)
- 34 Avventura in 34 Fotocamera (Agosto 1950)
- Campione coraggioso in Coq bold (1951-1952)
- Ombra bianca in Coq hardi (1953)
- Il colonnello X in Coq Hardi (1962)
- L'orfano del circo a Mireille (1953)
- Captain Hell (sceneggiatura e disegno) in Les Pieds Nickelés Magazine (1971)
- Capitan Cherub in Lucky Luke Magazine (1974)
- Frank e Drago in Formula 1 (1970)
- La vita di Artiche nel circo (1978)

### Album e ristampe in album
- Grandi avventure (speciale), Vaillant, 6 volumi, 1961.
- Il Grande Slam (disegno), Setam, coll. Le grandi imprese sportive, 1 volume, 1978.
- La Vie d'Artiche (disegno), con Christian Godard (sceneggiatura), Glénat, coll. Circo, 1 volume, 1979.
- L'Enciclopedia a fumetti t.2 (disegno), edizioni Philippe Auzou, coll. L'universo, 2 volumi, 1982.
- Histoire Juniors (volumi 2, 3, 6) (disegno), Hachette, coll. Storia Juniores, 1979-1980, ancia. coll. Enciclopedie e conoscenza, 1990.
- Jacques Flash (disegno), Roger Lécureux, Georges Rieu e Gérald Forton (sceneggiatura) Edizioni Taupinambour, 4 volumi, 2008-2011.
- Nasdine Hodja (disegno), con Roger Lécureux (sceneggiatura), Editions du Taupinambour, coll. Lecureux, 2008.
- Captain Hell (disegno) Editions du Taupinambour, 1 volume, 2012.
- Evviva Freddi (disegno), con Roger Lécureux (sceneggiatura) Edizioni Taupinambour, 3 volumi, 2012.
- L'Orpheline du cirque (disegno), con Christian Mathelot e Marijac (sceneggiatura) edizioni Taupinambour, 2014.
- Corrispondente speciale (disegno), con Lucien Bornet (sceneggiatura) Edizioni Taupinambour, 2 volumi, 2014

### Come illustratore

#### La collezione a spirale, edizione G. P.1955[2]
La piccola fiammiferaia d'Andersen.
- 1959: Cosette, Gavroche di Victor Hugo - Adattamento di Thérèse Lannes, n.8.
- 1960: Ricorda Jonathan di Yvon Mauffret n. 24
- 1961: Emmanuelle s'en va-t-en guerre di Sylvette Brisson n. 49
- 1961: L'Aventure viking de Jean Ollivier n..45
- 1962: Indiani e Vichinghi di Jean Ollivier n. 63
- 1962: Il fantastico raduno di Pierre Castex  n. 53
- 1962: La montagna proibita di Jean-François Pays.
- 1964: Bus tout confort ( What a lark ) di Rosemary Weir - Tradotto da Jacqueline Bhavsar n. 85
- 1964: Seal Island di M.-J Malavié
- 1964: Il figlio delle steppe , di Yvonne Girault n. 92
- 1965: The White Bungalow ( Den Hvite bungalowen ) di Aimée Sommerfelt - Tradotto dal norvegese da Marguerite Gay e Gerd de Mautort n. 98
- 1966: La giovinezza di una piccola regina, Marie Stuart di Paule Dumaître n. 103
- 1967: Cospirazione contro Mérigny di Laurent Ferrer n. 125
- 1967: La Folle Equipée d'Annette di Thérèse Lenotre n. 117
- 1969: Laura and the Gold Diggers ( Five ponies for Princess ) di Amy Russell - Tradotto da Tessa Olivier n.155

Collezione Rossa e Oro, edizioni GP
- - 1955: Maroussia de PJ Stahl n .  88.
  - 1955: Il piccolo re di André Lichtenberger n. 96
  - 1956: La sorellina di Trott di André Lichtenberger n. 106
  - 1957: Roseline et le nain vert di Michèle Arnéguy. 123
  - 1957: Il canguro volante di Paul Berna n. 122
  - 1957: Le Mercure d'or di Jean Ollivier (serie Dauphine)
  - 1957: I racconti di mio zio Frédéri[16] di Charles Richter n. 114.
  - 1958: Detective Puck di Lisbeth Werner. Tradotto da Marguerite Gay e Gerd De Mautort (serie Sovereign n 127.)
  - 1958: Coco chez les demoiselles' di Marguerite Clément n. 46
  - 1958: La Chaumière di Cécilia d'Elsie (serie sovrana n. 131
  - 1958: La spedizione Puy Caprice di Yvonne Meynier (serie Dauphine n. .17
  - 1958: La valle delle spugne di Jean Ollivier (serie Dauphine n. 22
  - 1959: Puck continua di Lisbeth Werner. Tradotto da Marguerite Gay e Gerd de Mautort (Souveraine n.142
  - 1959: La chiave del Bahut di Ella Monkton serie Dauphine n.  30
  - 1959: Les Mascottes du Tahiti-Nui , di Jaime Bustos Mandola - Tradotto dallo spagnolo dalla signora G. Tyl -Cambier. Prefazione di Éric de Bisschop, appendice di Jean Ollivier (serie Dauphine n.138)
  - 1959: Le Champion di Jean Sabran (pseud. Paul Berna) (Sovrano n. 144)
  - 1960: Isabelle e i giganti di Véronique Day (Série Dauphine n.49
  - 1960: Corentin e l'isola degli uccelli di Yvonne Meynier (serie Dauphine n. 43)
  - 1960: Due uccelli sono scomparsi di Jean Ollivier (Souveraine Series n. 155)
  - 1960: The Golden Marsh Bear di Bjorn Rongen - Tradotto dal norvegese da Marguerite Gay e Gerd de Mautort (serie Dauphine n. 48)
  - 1960: La locanda dell'angelo custode della contessa di Ségur - Adattamento di Thérèse Lannes (serie Dauphine n. 46)
  - 1960: Il generale Dourakine della contessa di Ségur - Adattamento di Thérèse Lannes (serie Dauphine n. 51)
  - 1961: Godefroy Petit Page di Véronique Day (serie Dauphine n. 57)
  - 1961: Una bambina stava aspettando... di Yvonne Meynier (Souveraine serie n. 172
  - 1961: Le disgrazie di Sophie della contessa di Ségur - Adattamento di Thérèse Lannes (serie Dauphine n. 58
  - 1962: Isabelle e la casa mobile di Véronique Day (Série Dauphine n. 174)
  - 1962: Les Cherry e compagnia di Will Scott. Tradotto da Geneviève Méker (serie Dauphine n. 75
  - 1962: La famiglia Cherry dalla casa sul fiume di Will Scott. Tradotto da Geneviève Méker (serie Dauphine n. 69)
  - 1963: Le ciliegie al mare di Will Scott. Tradotto da Geneviève Méker (serie Dauphine n. 83)
  - 1963: Le ciliegie e la doppia freccia di Will Scott. Tradotto da Geneviève Méker (serie Dauphine n°?).
  - 1963: Sarai felice Rita di Janète Christiaens (serie Dauphine n. 185)
  - 1963: Puck realizza film di Lisbeth Werner. Tradotto da André-Marc Hendrickx (serie Souveraine n°?)
  - 1964: Puck Schoolgirl di Lisbeth Werner.
  - 1964: Isabelle e il suo principe di Jacqueline Dumesnil (Souveraine n. 209)
  - 1964: The Middle Course Mascotte di S. Gilmar (Sovrano n. 208)
  - 1964: Seal Island di MJ (Marie José) Malavié (Sovereign n. 206)
  - 1964: Le Triomphe de Belle-Étoile ( Nato per correre ) di Blanche Chenery Perrin. Tradotto dall'inglese da M.-A. (Marie-Ange)] Manoll (Sovrano n. 201)
  - 1964: Tre ragazzini dispettosi di Henri de Venel (serie Dauphine n. 89
  - 1965: Rose and the Campbell Clan  di LM Alcott (Sovereign n. 218[17])
  - 1965: I vicini di Villa Cabri di Odette Poinsenet, detta Marie-Dominique (in religione Suor Marie della Natività, OP) (serie Dauphine n. 117)
  - 1966: Pampelune, cane trovato da Cécile d'Argel (pseudonimo di Ilka Rezette) (serie Dauphine n. 119)
  - 1967: La felicità di Rita di Janète Christiaens (sequel di You Will Be Happy Rita , 1963) (serie Dauphine n. 136)
  - 1967: Aude de Blanchenef di Jacqueline Dumesnil (Sovrano n. 237)
  - 1967: È il nostro segreto, Vasco de Sonia (serie Dauphine n. 140

Altre raccolte
- - 1955: Quando Good Mom fu chiamata Félicie da Marie-Madeleine Billet - Ed. GP, coll. Biblioteca rossa e blu n. 33.
  - 1955: C'erano tre fratelli di Alain-Marc Prévost - Éditions la farandole.
  - 1961: Le Petit Tambour d'Arcole[18] di Jean Burnat - Ed. ODEJ, coll. Junior n ° 42.  Ristampato nel 1966, coll. Un libro Junior Club, ed. ODEJ, ( ISSN 1637-7230 ) .
  - 1961: Sajo e i suoi castori di Grey Owl - Tradotto dall'inglese da Charlotte e Marie-Louise Pressoir. ed. GP, coll. tasca giovanile n. 5
  - 1979: Luigi XIV di Jean-Marie Le Guevellou - Ed. Hachette, coll.: Histoire juniors n °  6. Ristampa 1990, coll. Storia Junior # 18
  - 1979: Vercingetorige di Jacques Marsiglia - Ed. Hachette, coll. "Enciclopedie e Conoscenza: Storia Juniors". Ristampa 1990, ill. di Pierre Le Guen; sotto la dir. di Alain Plessis. ed. Hachette, coll. "Storia Junior: i grandi personaggi"
  - 1980: Marie Curie di Elisabeth Metzger - Ed. Hachette, coll.: Histoire juniors n ° 19.  Ristampa 1990, coll. "History Juniors: The Big Figures"[19]
  - 1983: Il giro del mondo in 80 giorni di Jules Verne - Illustrato nei fumetti da Pierre Le Guen, ed. Dargaud, coll. La freccia verde.[20]
  - 1983: Gulliver di Jonathan Swift - Illustrato nei fumetti da Pierre Le Guen, ed. Dargaud, coll. La freccia verde.[21]

#### Editore
- - Journal de Spirou n °  2018 – Laughing Apache (1976)